# Oplomus dichrous
Oplomus dichrous är en insektsart som först beskrevs av Herrich-schaeffer 1838.  Oplomus dichrous ingår i släktet Oplomus och familjen bärfisar. Inga underarter finns listade i Catalogue of Life.